# John Berg (acteur)
John Berg (Wichita Falls, 5 april 1949 – Van Nuys, San Fernando Valley, 15 december 2007) was een Amerikaans acteur, schrijver, regisseur en politiek activist.

## Biografie
Berg speelde in veel televisieseries waaronder Law & Order, The Practice, House, Boston Legal, NCIS, Monk. De enige film waarin Berg speelde was Star Trek: Nemesis waarin hij de rol van een Romulaans senator vertolkte.
Berg pleegde op 58-jarige leeftijd in zijn huis zelfmoord.

## Filmografie
- Law & Order - als Dr. Weiss (1998)
- Star Trek: Nemesis - als Romulan senator (2002)
- The Jamie Kennedy Experiment (2002)
- The Guardian - als Robbie Gersh (2002)
- The Practice - als Illitch (2002)
- Lucky (2003)
- The Handler - als Alex (2003)
- Summerland - als Max Winters (2004)
- The Division - als Jim Miller (2004)
- Boston Legal - als Judge Hober (2005)
- House - als Dr. Prather (2005)
- Kitchen Confidential - als Hot dog customer (2005)
- NCIS - als General Grant (2005)
- Brothers & Sisters (2006–2007)
- Monk - als Guest Alfred (2007)